# Ischimbai
Ischimbai (russisch Ишимба́й; baschkirisch Ишембай/Işembaj) ist eine Stadt in der Republik Baschkortostan (Russland) mit 66.259 Einwohnern (Stand 14. Oktober 2010).
Die Flagge und das Wappen zeigen stilisiert den Berg Toratau.

## Geographie
Die Stadt liegt am Westrand des Südlichen Ural, etwa 150 km Luftlinie südlich der Republikhauptstadt Ufa an der Belaja (Agidel), einem linken Nebenfluss der Kama.
Nordöstlich der Stadt liegen der Achmerowskiwald und der Barskiwald.
Ischimbai ist der Oblast administrativ direkt unterstellt und zugleich Verwaltungszentrum des gleichnamigen Rajons.

## Geschichte
Ischimbai entstand 1932 als Erdölarbeitersiedlung in der Nähe des seit 1815 bekannten baschkirischen Dorfes Ischembai, nachdem dort das erste Erdöl Baschkiriens entdeckt worden war.
Bereits 1934 wurde der Status einer Siedlung städtischen Typs verliehen, und am 10. Februar 1940 das Stadtrecht.

### Bevölkerungsentwicklung

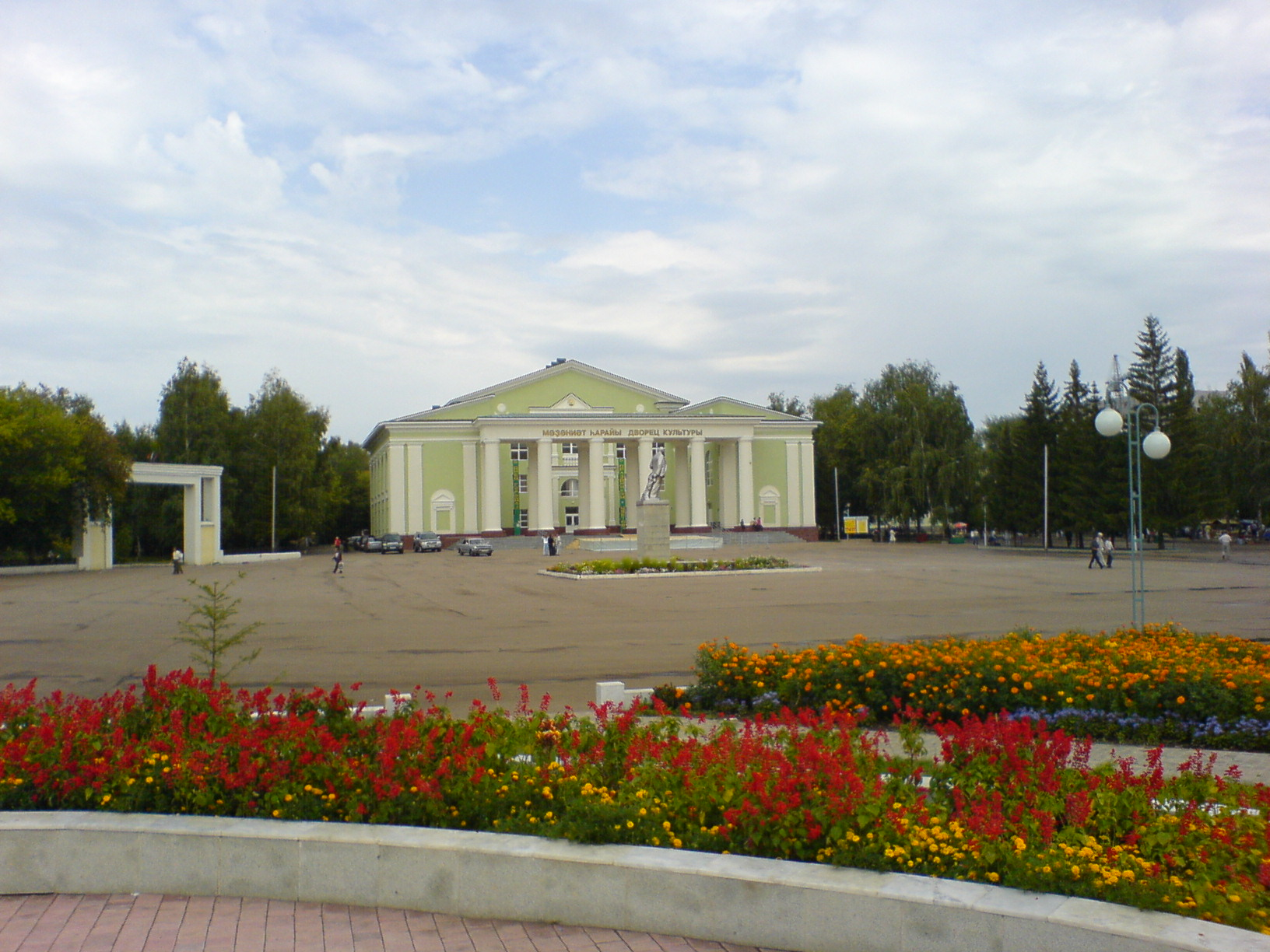
Kulturpalast Ischimbai

| Jahr | Einwohner |
| ---- | --------- |
| 1939 | 21.836    |
| 1959 | 46.568    |
| 1970 | 54.232    |
| 1979 | 56.993    |
| 1989 | 69.896    |
| 2002 | 70.195    |
| 2010 | 66.259    |

Anmerkung: Volkszählungsdaten 

## Söhne und Töchter der Stadt
- Natalija Hryhorjewa (* 1962), ukrainische Hürdenläuferin
- Galina Kuklewa (* 1972), russische Biathletin
- Sergei Perschin (* 1949), russischer Physiker und Astronom